# 宮坂航生
宮坂 航生（みやさか こうき、2002年3月1日 - ）は、ジャパンラグビーリーグワン三重ホンダヒートに所属するラグビー選手。

## プロフィール
- ポジションはスクラムハーフ(SH)。
- 身長 172 cm、体重 75 kg
- U20日本代表候補に選ばれたことがある[1]。

## 略歴
2020年、中部大春日丘高校 卒業後、専修大学に入る。
2024年、アーリーエントリーで三重ホンダヒートに加入。